# Lest We Forget the Best of BOTDF
Lest We Forget the Best of BOTDF ist das erste Best-of-Kompilationsalbum der US-amerikanischen Band Blood on the Dance Floor. Es erschien am 19. Februar 2010.

## Hintergründe und Inhalt
Lest We Forget the Best of BOTDF war 2010 exklusiv auf der damaligen Tournee der Gruppe erhältlich. Es umfasst Titel der ersten beiden Blood on the Dance Floor-Studioalben Let’s Start a Riot! und It’s Hard to Be a Diamond in a Rhinestone World sowie der EPs I Scream I Scream und OMFG Sneak Peak. Auf dem Werk sind keine zuvor unveröffentlichten Lieder enthalten. Obwohl Jayy von Monroe auf dem Cover abgebildet ist und als einziges anderes Mitglied neben dem auf sämtlichen Liedern zu hörenden Dahvie Vanity auch in einem sich im Booklet befindlichen Text über das Musikprojekt erwähnt wird, war er an keinem der Songs beteiligt. Stattdessen waren in der Phase, in der diese entstanden, Christopher Mongillo, Rebecca Fugate und Garrett Ecstasy als Bandmitglieder tätig. Dahvie Vanity war an jedem Titel als Songwriter beteiligt, teilweise gemeinsam mit Mongillo oder Ecstasy. Produziert wurden die Tracks von Mongillo und Rusty Wilmot. Als einziger Gastinterpret tritt Lolli Dolli auf.

## Musik und Texte
Lest We Forget the Best of BOTDF nimmt die ersten zwei Jahre an Veröffentlichungen in den Fokus. Während dieser Zeit zeichnete sich der Stil des Projektes durch elektronische Untermalungen, zumeist im Synth-Pop- oder Eurodance-Stil, aus. Die von Mongillo produzierten Stücke der Gruppe setzen hierbei zumeist oft eine Mischung aus dominanten, eingängigen Synthesizern und zumeist in den Hintergrund gemischten Gitarren und Drumcomputern. Rusty Wilmot hingegen verwendete stampfende, harte Kick Drums, die den Instrumentalen einen deutlichen Techno-Einschlag verleihen. In der auf dem Album eingefangenen Phase bediente sich Dahvie Vanity noch vorwiegend des Sprechgesangs; es wird nur sporadisch konventionell gesungen, dies zumeist von Mongillo. An einzelnen Stellen wird außerdem auf Screamo zurückgegriffen. Inhaltlich setzte die Gruppe zu diesem Zeitpunkt noch auf provokative Texte, die sich auf explizite Weise um Sex, Gewalt und eine überzeichnete Selbstdarstellung drehen.

## Covergestaltung
Das Coverartwork zu Lest We Forget the Best of BOTDF zeigt Dahvie Vanity und Jayy von Monroe vor einer pinken Wand hocken. Beide sind extravagant im Punkstil gekleidet. Von Monroe trägt eine schwarze Lederjacke, Armbänder mit Nieten, ein Halsband, ein zerrissenes Netzhemd, eine zerrissene Jeanshose, eine Schutzbrille auf dem Kopf, einen Gürtel in Totenkopfoptik, eine silberne Halskette, sowie im Ansatz erkennbare Stiefel. Er hält eine Flasche Skyy Vodka in der Hand. Sein Bein überdeckt einen Großteil von Dahvie Vanitys Körper. Auch dieser trägt eine schwarze Lederjacke, eine silberne Halskette und eine Schutzbrille in den Haaren. Beide Musiker tragen gefärbte, wilde Frisuren und auffälliges, verlaufendes Augen-Makeup. Zwischen den Sängern liegt ein Hello Kitty-Plüschtier. Oben am Bildrand ist in gekrümmten, grünen Großbuchstaben der Schriftzug "Lest We Forget the Best of" zu lesen, darunter in Kleinbuchstaben die Initialen der Band, die nach unten hin von Weiß zu Schwarz verlaufen.

## Titelliste
| Nr. | Titel                                                                                                 | Länge |
| --- | --- | ----- |
| 1.  | Let's Start a Riot! (aus Let’s Start a Riot!)                                                         | 0:50  |
| 2.  | I Can't Get Enuff (aus Let's Start a Riot!)                                                           | 3:11  |
| 3.  | Bitches Get Stitches (aus Let's Start a Riot!)                                                        | 2:49  |
| 4.  | Blood on the Dance Floor (aus Let's Start a Riot!)                                                    | 3:33  |
| 5.  | Sex & Violence (aus Let's Start a Riot!)                                                              | 3:21  |
| 6.  | I <3 Hello Kitty (aus Let's Start a Riot!)                                                            | 4:42  |
| 7.  | You're a Dancer, You're Not a Lover! (aus Let's Start a Riot!)                                        | 3:11  |
| 8.  | Money & Hoes (aus Let's Start a Riot!)                                                                | 3:28  |
| 9.  | I Hope You Choke! (aus Let's Start a Riot!)                                                           | 4:25  |
| 10. | Slash Gash Terror Crew Anthem (aus It’s Hard to Be a Diamond in a Rhinestone World)                   | 1:28  |
| 11. | S My D (aus It's Hard to Be a Diamond in a Rhinestone World)                                          | 2:52  |
| 12. | Ima Monster (aus It's Hard to Be a Diamond in a Rhinestone World)                                     | 3:20  |
| 13. | It's Hard to Be a Diamond in a Rhinestone World (aus It's Hard to Be a Diamond in a Rhinestone World) | 3:05  |
| 14. | Keys to the Bakery (aus It's Hard to Be a Diamond in a Rhinestone World)                              | 3:42  |
| 15. | Mosh & Roll! (aus It's Hard to Be a Diamond in a Rhinestone World)                                    | 4:17  |
| 16. | Suicide Club (aus der EP I Scream I Scream)                                                           | 3:42  |
| 17. | Siq With a Q (aus der EP I Scream I Scream)                                                           | 3:22  |
| 18. | Miss Bipolar (feat. Lolli Dolli, aus der EP I Scream I Scream)                                        | 3:03  |
| 19. | Well Suck Me (aus der EP OMFG Sneak Peak)                                                             | 1:34  |
| 20. | Looking Hawt, Dangerous! (aus der EP OMFG Sneak Peak)                                                 | 2:32  |
| 21. | It's Happening! (aus der EP OMFG Sneak Peak)                                                          | 3:15  |
| 22. | Save the Rave (aus It's Hard to Be a Diamond in a Rhinestone World)                                   | 3:08  |

## Dies und Das
- Der Albumtitel ist eine Anspielung an die Kompilation Lest We Forget: The Best Of von Marilyn Manson.
- Der Song Looking Hot, Dangerous! wird als Looking Hawt, Dangerous! gelistet.
- Der Song Miss Bipolar (Love Fight) ist ohne dem Titel in Klammer gelistet.